# 水晶宮

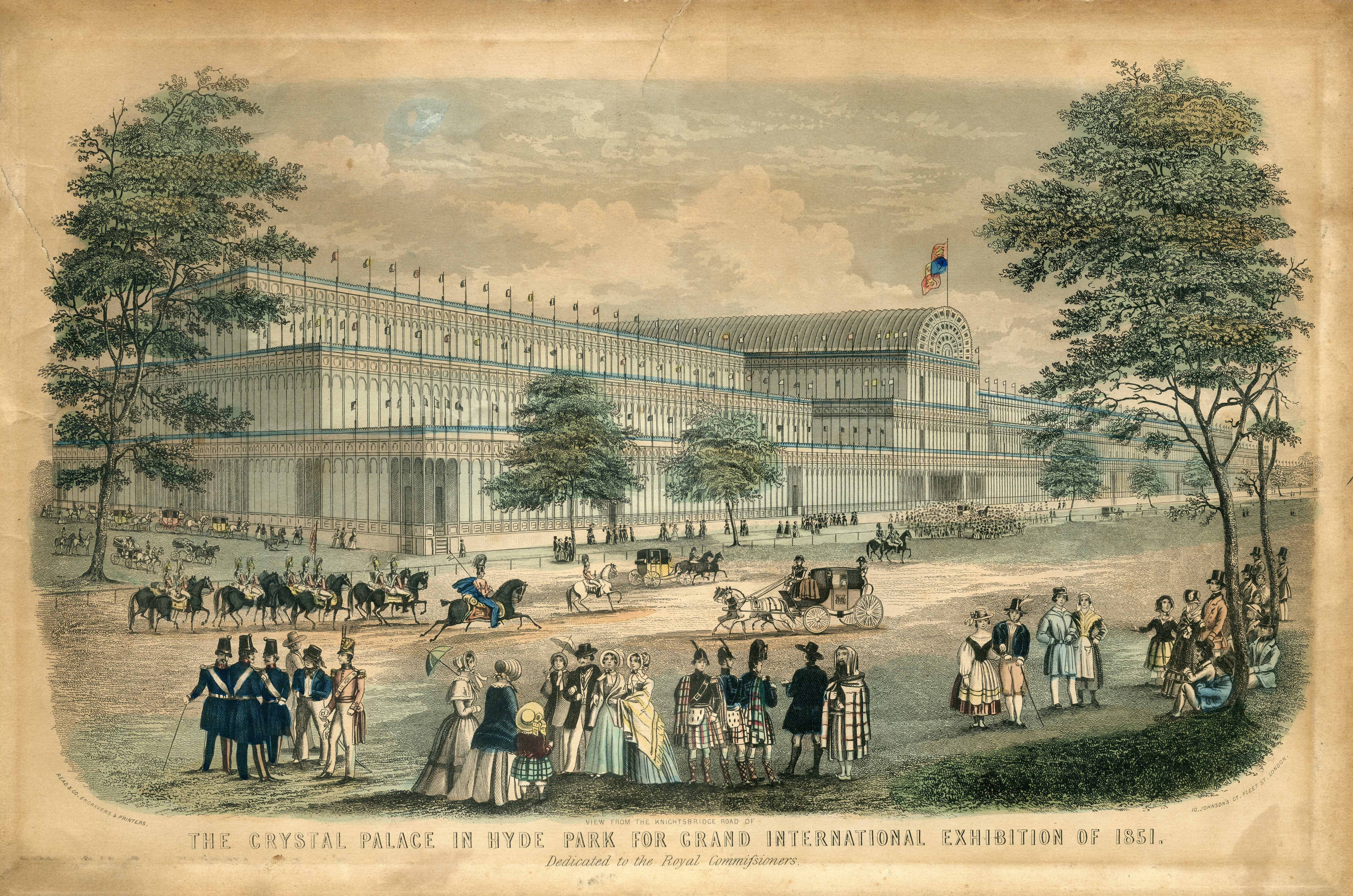
1851年ロンドン万国博覧会の水晶宮

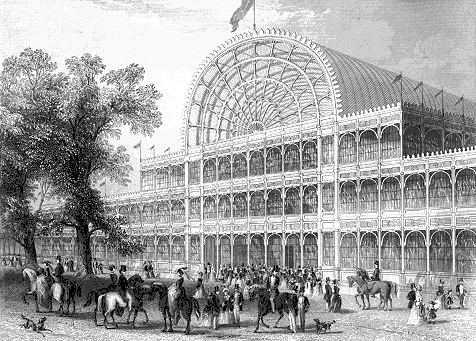
オリジナルの水晶宮

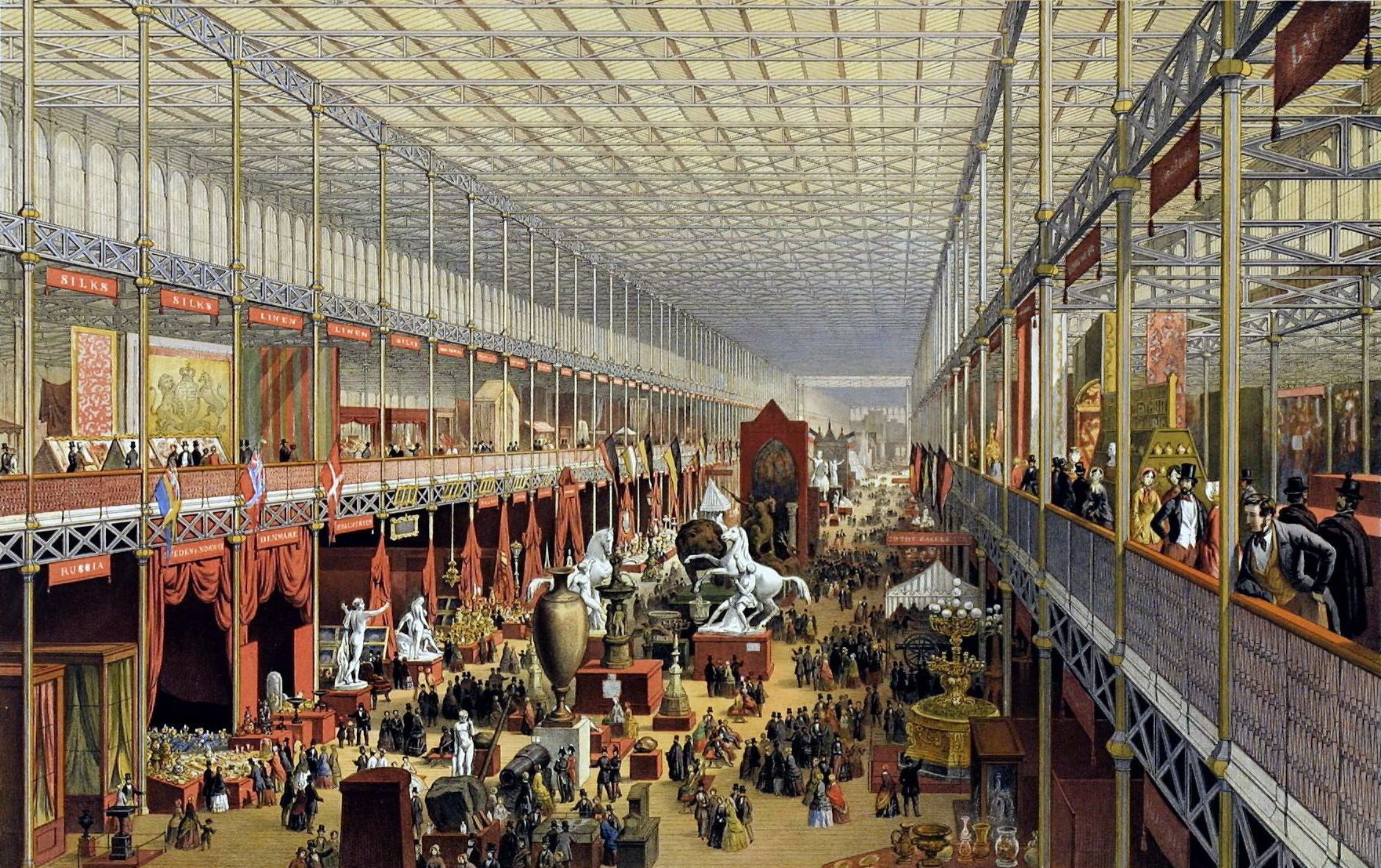
壮麗な水晶宮は開業までたった9ヶ月という計画で建設された

水晶宮（すいしょうきゅう、英語: The Crystal Palace、クリスタル・パレスとも呼ばれる）は、1851年にロンドンのハイド・パークで開かれた第1回万国博覧会の会場として建てられた建造物。ジョセフ・パクストン（ジョーゼフ・パクストンと表記されることも）による設計。鉄骨とガラスで作られた巨大な建物であり、プレハブ建築物の先駆ともいわれる。パクストンの設計では長さ約563m、幅約124mの大きさであった。なお、水晶宮という名称はイギリスの雑誌『パンチ』のダグラス・ジェロルドによって名づけられたものである。

## 設計から建設まで

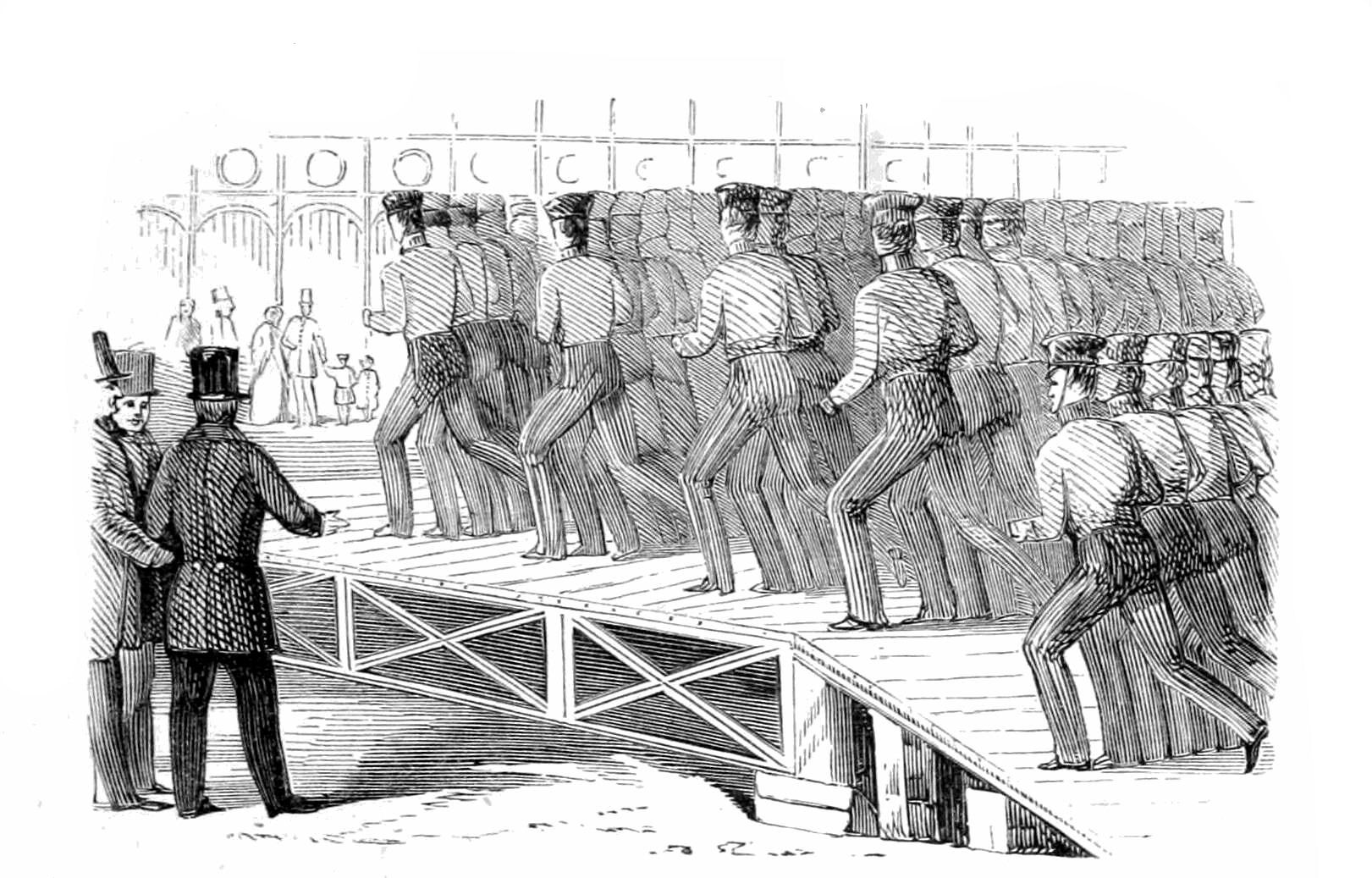
水晶宮の鉄骨梁・床板の荷重・振動実験

第1回万国博覧会（ロンドン）で展示品を陳列するための建築の設計は、1850年3月に公募に付されたが、233点に及ぶ応募案のうちには採択すべき案がなく、そのため王立委員会は独自の案を発表した。しかし、それは巨大なドームをもつ煉瓦造りの大建造物であったため、様式の点ばかりでなく、工費や工期の点でも難点が多く、評判は良くなかった。そうしたとき、ジョーゼフ・パクストンの設計案が委員会に提出された。パクストンは建築家ではなく、当時は温室の設計で知られていた造園家であった。彼の案は7月15日に委員会の承認を得た。
パクストンの設計案は、鉄（鋳鉄と錬鉄の混用）とガラスによる大規模の建築として注目された。全体は標準化されたユニットで設計されているため、部材はあらかじめ工場で生産することが可能であり、この建築はプレファブリケーションの先駆けとして大きな意義をもっている。
前代未聞な建築物である水晶宮の発案と設計が公になると、安全を危惧する疑問が多く寄せられた。強風や嵐、雹、積雪による荷重に対する疑問に対し、パクストンは自身の設計した過去の温室の実績をもとに反論した。また、日差しの強い日には日除けのシートを使用する設計になっていたが、火災に対する懸念も指摘された。多くの観客がフロアに入った場合に発生する荷重と振動に耐えられるのかという疑問は、博覧会開催間際まで土木学会で議論となり、開催3か月前に原寸大の床組みの部分模型を作り、実験のために動員された兵士たちが密集して床を踏みならすという実証試験が行われた。建設開始後も人々の不安は払拭されず、一部の専門家は開催式の祝砲の衝撃でガラスが落ちる危険があると考え、祝砲を控えるように勧告した。
工事はロンドンのハイドバークで1850年7月30日に始まり、1851年1月に完成した。

## シデナム移設後の水晶宮
万博終了後は一度解体されたものの、1854年にはロンドン南郊シデナムの丘において、さらに大きなスケールで再建され、ウィンター・ガーデン、コンサート・ホール、植物園、博物館、美術館、催事場などが入居した複合施設となり、多くの来客を集めていた。

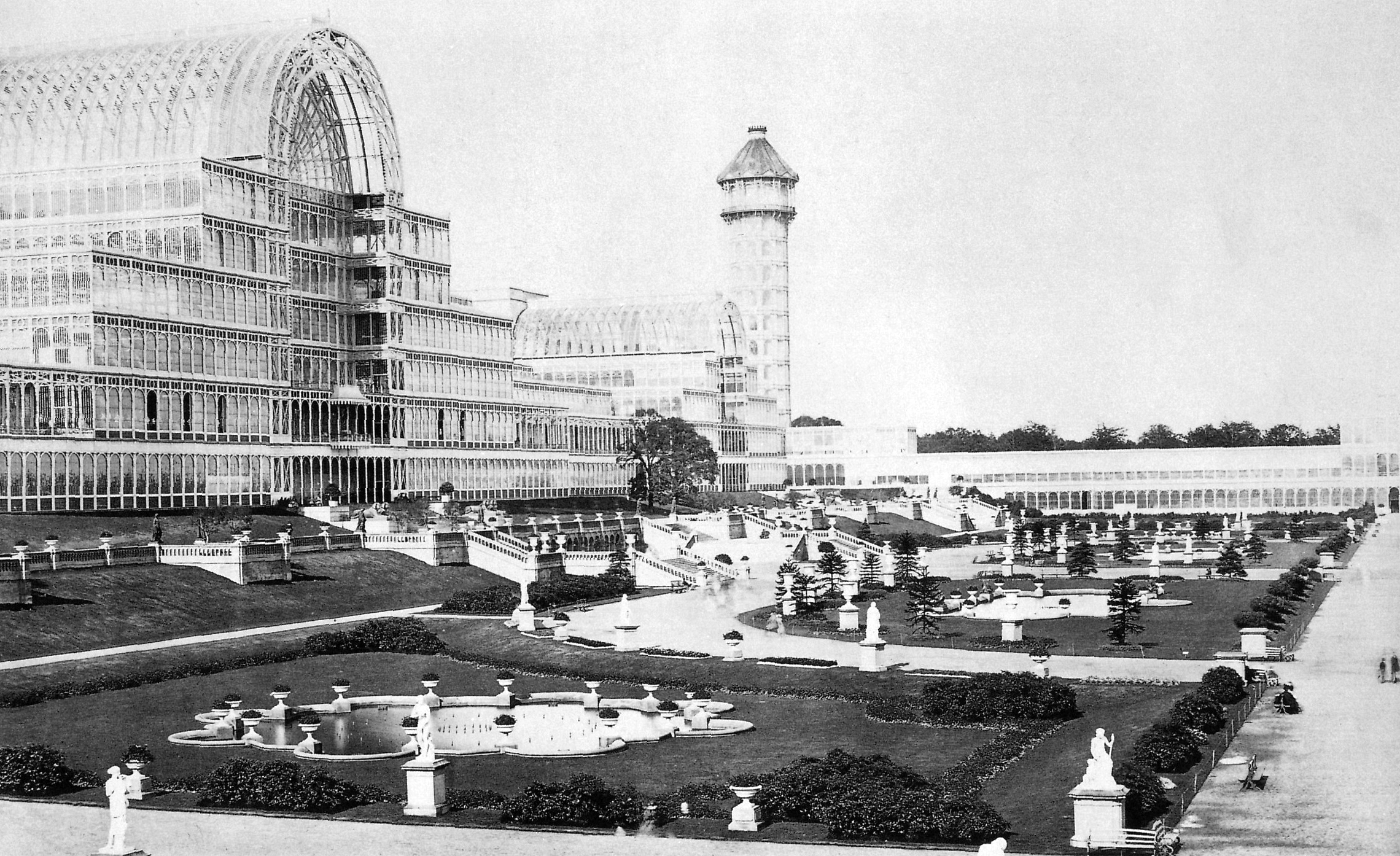
ロンドン南郊シデナムへ移設後の水晶宮

1870年代頃から人気に陰りが見え始め、1909年に破産した。その後は政府に買い取られ、第一次世界大戦中に軍隊の施設として利用され、戦後一般公開が再開されたが、1936年11月30日に火事で全焼した。
焼失後、水晶宮は再建されることはなく、現在ではロンドン南郊の地名、水晶宮がかつて存在した地にある公園とスポーツセンター、ロンドンに本拠地を置くサッカークラブチーム、クリスタル・パレスFC（Crystal Palace F.C.）にその名をとどめるのみとなっている。